# Bread (album)
| Recensione       | Giudizio |
| ---------------- | -------- |
| AllMusic         | [ 1 ]    |
| Robert Christgau | C        |

Bread è il primo ed eponimo album in studio del gruppo soft rock statunitense Bread, pubblicato nel 1969.
L'album raggiunse la posizione numero 127 nella Chart di The Billboard 200, mentre il singolo It Don't Matter to Me arrivò al decimo posto nella The Billboard Hot 100

## Tracce
Lato A
1. Dismal Day – 2:19 (David Gates)
2. London Bridge – 2:30 (David Gates)
3. Could I – 3:30 (James Griffin, Robb Royer)
4. Look at Me – 2:42 (David Gates)
5. The Last Time – 4:10 (James Griffin, Robb Royer)
6. Any Way You Want Me – 3:12 (James Griffin, Robb Royer)

Lato B
1. Move Over – 2:25 (James Griffin)
2. Don't Shut Me Out – 2:39 (David Gates)
3. You Can't Measure the Cost – 3:21 (David Gates)
4. Family Doctor – 2:13 (James Griffin, Robb Royer)
5. It Don't Matter to Me – 2:41 (David Gates)
6. Friends and Lovers – 3:51 (James Griffin, Robb Royer, Tim Hallinan)

## Formazione

### Gruppo
- David Gates - organo Hammond, basso, chitarre, percussioni, piano, violino, tastiere, viola, voce, sintetizzatore
- James Griffin - voce, chitarre, percussioni, tastiere
- Robb Royer - chitarra, percussioni, piano, flauto, cori, basso

### Altri musicisti
- Jim Gordon - batteria
- Ron Edgar - batteria